# Malus micromalus
Malus micromalus là loài thực vật có hoa trong họ Hoa hồng. Loài này được Makino mô tả khoa học đầu tiên năm 1908.

## Hình ảnh

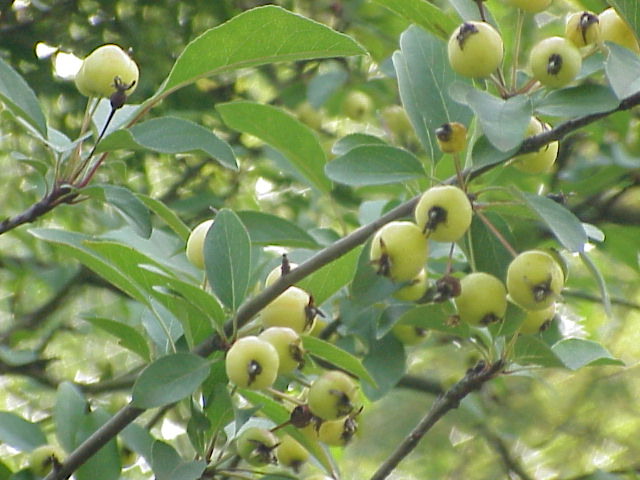